# Claudie Pierlot
Pour les articles homonymes, voir Pierlot.
Claude Pierlot dite Claudie Pierlot est une styliste française créatrice de la marque portant son nom, née le 29 novembre 1947 à Troyes et décédée à le 25 février 2009 à Nanterre. Elle fut connue, surtout dans les années 1990, au travers de son style, de son allure et pour « habiller les petites femmes de Paris ». La marque se définit comme une marque « parisienne, féminine et citadine ».

## Historique
Claudie Pierlot est née en 1947 à Troyes, haut lieu de la bonneterie. Lors de voyages avec ses parents, elle découvre très rapidement la capitale, ses lieux emblématiques et surtout la parisienne qui l'inspire dans la création de ses collections. Après des études de stylisme et de modélisme, elle travaille dans des usines de maille du sud de la France, puis devient assistante durant quatre ans chez Dorothée Bis. Elle intègre le bureau de style du Printemps puis l'agence Mafia, avant de travailler pour la marque René Derhy à partir de 1974. Après dix ans en tant que styliste pour Derhy, elle décide de créer sa propre marque et reçoit le soutien d'Yvette et René Derhy, avec qui elle sera associée jusqu'à la cession de sa marque en 2009 au groupe SMCP. Elle commencera ses premières collections dans les locaux de Derhy, 6 rue du Faubourg-Poissonnière pour aller s'installer dans le milieu des années 1990, rue du Sentier dans un plus grand local, accompagnée par Daniel Pax son époux, qui prendra la direction de la communication, elle créera trois boutiques parisiennes, rue Montmartre, rue du Vingt-Neuf-Juillet et au 23 rue du Vieux-Colombier, boutique historique et emblématique de la marque, au cœur du quartier où vivait la créatrice et qui existe encore aujourd'hui. 
Se sachant malade, elle décide de vendre son entreprise début 2009 aux actionnaires des marques Sandro et Maje qui se sont associés pour cette opération sous le groupe SMCP. Elle meurt en février de la même année.
Audrey Marnay, perpétuant l'image de La Parisienne voulue par Claudie Pierlot, devient l'égérie publicitaire pour la marque en 2010 et conçoit une collection capsule.
Depuis septembre 2010 et jusqu'en 2013, l'actionnaire majoritaire de la marque est une holding détenue par le fonds d’accompagnement d’entreprises L Capital, lié au groupe LVMH, avec 41 % des parts, et la société de participations Florac liée au groupe Louis-Dreyfus,.